# 서피스 Go 3
서피스 Go 3(영어: Surface Go 3)는 2021년에 윈도우 11 정식 출시와 함께 출시된 마이크로소프트의 태블릿 컴퓨터이다.